# Bleu comme toi
Bleu comme toi is een nummer van de Franse Étienne Daho uit 1988. Het is de eerste single van zijn vierde studioalbum Pour nos vies martiennes.
"Bleu comme toi" is een Franstalig sophistipopnummer dat doet denken aan (Feels Like) Heaven van Fiction Factory. Het nummer werd een bescheiden hit in Frankrijk, waar het de 30e positie bereikte. Buiten Frankrijk deed het nummer niets in de hitlijsten.

## Tracklijst
7"-single
1. "Bleu comme toi" - 4:19
2. "Quatre hivers" - 1:05